# John Russell, 1. jarl Russell
 "John Russell" omdirigeres hertil. For andre betydninger af John Russell, se John Russell (flertydig).
John Russell, siden 1861 Jarl Russell (født 18. august 1792, død 28. maj 1878) var en engelsk statsmand, sønnesønssøn til John Russell, 4. hertug af Bedford.
Efter uddannelse ved Edinburgh University valgtes han 1813 til Underhuset og sad her med en kort afbrydelse i 48 år. Fra 1841 som repræsentant for Londons City. Hans første tale holdtes 1814 for Norges selvstændighed, men vakte ingen opmærksomhed. Senere kæmpede han med iver og dygtighed for dissenternes og katolikkernes politiske ligestilling, og fra 1819 stillede han gentagne forslag om at ophæve det skæve valgsystem i rådne flækker. 1828 vandt han sin første sejr, da Test-Akten ophævedes, og da Whigerne november 1830 kom til roret efter 23 års udelukkelse, fik han vel kun en underordnet post i regeringen som krigskasserer (først juni 1831 med sæde i kabinettet), men samtidig det vigtige hverv at udarbejde og indbringe valgreformen samt føre dens forsvar i Underhuset. Det må også nærmest tilskrives hans energi og udholdenhed, at denne sag førtes igennem.
Ligeledes deltog han i forsvaret for den irske kirkelov, blev april 1835 indenrigs- og august 1839 kolonialminister; i den første stilling gennemførte han en række vigtige reformlove (fattigloven, bykommunalloven, borgerligt ægteskab). Efter ministeriets afgang august 1841 var han det liberale partis fører under kampen for frihandelen og blev juli 1846 førsteminister, samt afsluttede det nye system med skibsfartlovenes ophævelse. Ved sin urimelige og lidet betydende lov om de katolske bispers titler viste han kun, hvor stærkt han hang ved sin slægts og Whig-partiets protestantiske traditioner. En strid med Palmerston om dennes udenrigske styrelse førte til ministeriets fald februar 1852, men i december samme år optogs han i Aberdeens koalitionsministerium og indbragte forslag om en ny valgreform (gentaget 1854 og 1860), samt om jøders adgang til Underhuset (dog uden held).
I februar 1855 gik han over i Palmerstons ministerium og sendtes kort efter til konferencen i Wien om det østerlandske spørgsmål, men
viste sig her som en mådelig diplomat og måtte i juli samme år trække sig tilbage. Til gengæld angreb han 1857 Palmerston for hans adfærd imod Kina og medvirkede 1858 til hans fald, men tog dog sæde i hans nye ministerium juni 1859 som udenrigsminister. Han høstede kun ringe laurbær i denne stilling, viste forbavsende ukyndighed i de udenlandske forhold, men stor taktløshed og selvhævdelse til at give gode råd til alle sider. Af størst betydning var den støtte, han ydede Italien i dets enhedsstræben; i den nordamerikanske borgerkrig tilbød han 1862 sin mægling, men afvistes; i den dansk-tyske strid stillede han sig først på Danmarks side, men optog i september 1862, vistnok påvirket på et besøg i Gotha som dronningens ledsager, den tåbelige tanke om monarkiets deling i fire ligestillede lande.
Ikke bedre held havde hans optræden 1863 til bedste for polakkernes frihedskamp, og hans afvisning af Napoleon III’s kongresforslag i november samme år medførte afbrydelse af vestmagternes gode forståelse, hvorefter England kom til at stå alene 1864 og derved blev magtesløst. På London-konferencen foreslog han straks Slesvigs deling, men hans mægling blev uden frugt, vel nærmest fordi han hørte til ministeriets fredssindede fløj; hans senere indsigelser imod de tyske stormagters færd blev også virkningsløse. Efter Palmerstons død 1865 blev han førsteminister, men måtte fratræde i juli næste år, da Gladstones forslag til en valgreform mødte modstand. Han ville ikke indtræde i Gladstones ministerium december 1868 og stillede sig senere noget kritisk over for det; stemte 1872 mod hemmelig afstemning og ville 1871 forkaste forliget med Nordamerika om Alabama-sagen, fordi det middelbart var en fordømmelse af hans egen holdning under borgerkrigen 1861—65.
Også som politisk og historisk forfatter vandt han et navn. Han skrev William Russells levnedstegning (1820, 6. udgave 1862) og Charles James Fox’ (3 bind, 1859—66), samt udgav dennes brevveksling (4 bind, 1853—57); endvidere Essay on the history of English government and Constitution (1821, 3. udgave 1865), Memoirs of the affairs of Europe from the peace of Utrecht (2 bind, 1824—29), The foreign policy of England 1570—1870 (1871); endelig sine erindringer, Recollections and suggestions 1813—73 (1875) og Selection of speeches 1817—41 and despatches 1859—65 (2 bind, 1870). Han var en oprigtig friheds- og fremskridtsven, men havde for udenlandske forhold intet vidt- eller fremskuende statsmandsblik.